# Volvo Golf Champions

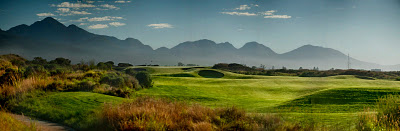
Het toernooi van 2012 vond plaats op Fancourt

De Volvo Golf Champions is een golftoernooi, dat deel uitmaakt van de Europese PGA Tour.
De eerste editie wss van 27-30 januari 2011 en vond plaats op de Royal Golf Club in Riffa, Bahrein. Het prijzengeld bedroeg BHD 820.000 (ongeveer € 1.500.000).

## De trofee
De glazen trofee is ontworpen door  Ludwig Löfgren en vervaardigd door Orrefors / Kosta Boda in Zweden gemaakt, die ook de trofee maakte die Ross Fisher won bij de World Matchplay 2009. Deze werd toen ontworpen door Ingegerd Råman.

## Deelnemersveld
Het toernooi bestaat uit vier rondes, na twee rondes gaan de beste zestig spelers door.

### Professionals
Het deelnemersveld bestaat uit de winnaars van alleen het afgelopen jaar en vanaf 2012 zal het toernooi eerder in januari worden gespeeld zodat dit het eerste toernooi van het nieuwe jaar wordt.

### Amateurs
Op zaterdag zullen 30 topamateurs meespelen. De amateurs kwalificeren zich via de finale van de Volvo Masters Amateur Tour die al 21 jaar door Volvo wordt gesponsord, in 25 landen wordt gespeeld en ongeveer 77.000 deelnemers kent. De finale van de Amateur Tour zal in Bahrein plaatsvinden voorafgaand aan het "Tournament of Champions".

Iedere amateur zal zaterdag met twee professionals spelen. Samen vormen zij een team, de twee beste scores zullen op iedere hole tellen voor de teamscore. De pro's blijven ook hun individuele spel spelen.

## De baan
Er wordt gespeeld op de Montgomerie Course, die in 2008 door Colin Montgomerie is ontworpen. De par is 72. Op 28 januari 2011 werd het baanrecord door Johan Edfors gevestigd op 64 (-8), drie dagen later werd het door Richard Finch gebroken, hij scoorde 63 (-9).

## Winnaars
| Jaar | Baan                             | Winnaar          | Score |
| ---- | -------------------------------- | ---------------- | ----- |
| 2011 | Royal Golf Club, Bahrein         | Paul Casey       | -20   |
| 2012 | Fancourt, Zuid-Afrika            | Branden Grace po | -12   |
| 2013 | Durban Country Club, Zuid-Afrika | Louis Oosthuizen | -20   |
| 2014 | Durban Country Club, Zuid-Afrika | Louis Oosthuizen | -12   |